# طوني فرنانديز
طوني فرنانديز (بالإسبانية: Tony Fernández)‏ (و. 1962 – م) هو لاعب كرة قاعدة، من جمهورية الدومينيكان.

## جوائز
حصل على جوائز منها:
- جائزة القفاز الذهبي لرولينغز [الإنجليزية]‏.

## روابط خارجية
- طوني فرنانديز على موقع دوري كرة القاعدة الرئيسي (الإنجليزية)
- طوني فرنانديز على موقع الدوري الياباني لكرة القاعدة (الإنجليزية)
- طوني فرنانديز على موقعبيزبول رفرنس.كوم (الدوري الرئيسي) (الإنجليزية)
- طوني فرنانديز على موقعبيزبول رفرنس.كوم (الدوري الثانوي) (الإنجليزية)
- طوني فرنانديز على موقع إي إس بي إن.كوم (أم.أل.بي) (الإنجليزية)
- طوني فرنانديز على موقع مشجعي الرسوم البيانية (الإنجليزية)
- طوني فرنانديز على موقع قاعة أونتاريو للمشاهير الرياضية (مؤرشف) (الإنجليزية)